# Robert Carradine
Robert Reed Carradine (ur. 24 marca 1954 w Hollywood) – amerykański aktor i producent filmowy.

## Życiorys

### Wczesne lata
Urodził się w Hollywood jako najmłodszy syn pary aktorskiej – Richmonda Reeda Carradine’a i Sonii Sorel (z domu Henius). Jego dwaj starsi bracia to Christopher John (ur. 1947) i Keith (ur. 1949). Ma także dwóch starszych braci przyrodnich ze strony ojca: Bruce’a (ur. 1933) i Davida (ur. 1936, zm. 2009) i jednego młodszego brata przyrodniego ze strony matki, Michaela Bowena (ur. 1953). Jego matka miała pochodzenie żydowskie, duńskie, niemieckie i szwajcarskie, a ojciec miał korzenie angielskie, irlandzkie i duńskie. Pradziadek jego matki Max Henius (1859–1935) był duńsko-amerykańskim biochemikiem, a prababka jego matki była siostrą historyka Johana Ludviga Heiberga (1854–1928).
Carradine miał trudne dzieciństwo. Jego ojciec nadużywał alkoholu, a matka cierpiała na zaburzenia urojeniowe. Jego rodzice rozwiedli się, gdy miał dwa lata. Zacięta walka sądowa doprowadziła do przyznania ojcu prawa do opieki nad nim i jego braćmi – Christopherem i Keithem, wcześniej spędzili trzy miesiące w domu dziecka. Matki nie widział osiem lat.

### Kariera
Przygodę z aktorstwem zaczął w wieku siedemnastu lat od udziału w serialu-westernie NBC Bonanza (1971). Rok później pojawił się na dużym ekranie w westernie Kowboje (The Cowboys, 1972) z Johnem Wayne’em i Bruce’em Dernem. W dramacie kryminalnym Martina Scorsese Ulice nędzy (Mean Streets, 1973) u boku Roberta De Niro i Harveya Keitela zagrał postać zabójcy. Zwrócił na siebie uwagę w roli okrutnego i zbuntowanego licealisty w dramacie Masakra w ogólniaku (Massacre at Central High, 1976). Rola Stanleya Howarda w komedii Niepokój serca (Heartaches, 1981) przyniosła mu nominację do kanadyjskiej nagrody Genie. Popularność zdobył jako Lewis Skolnick w kultowej komedii Zemsta frajerów (Revenge of the Nerds, 1984) i jej kontynuacjach: Zemsta frajerów w raju (Revenge of the Nerds II: Nerds in Paradise, 1987), Zemsta frajerów – następne pokolenie (Revenge of the Nerds III: The Next Generation, 1992) oraz Zemsta frajerów IV – zakochane świry (Revenge of the Nerds IV: Nerds in Love, 1994).
Za postać geja w dramacie telewizyjnym Jak to (As Is, 1986) otrzymał w Beverly Theatre w Los Angeles nominację do nagrody CableACE. Był bohaterem telewizyjnej adaptacji powieści Stephena Kinga ABC Stukostrachy (The Tommyknockers, 1993). W 1998 roku został uhonorowany nagrodą Złotego Buta. Uznanie zdobył telewizyjną kreacją Sama McGuire’a, ojca Lizzie (Hilary Duff) w familijnym serialu The Walt Disney Company Lizzie McGuire (2001–2004).

### Życie prywatne
Z nieformalnego związku z Susan Snider został ojcem Ever Dawn (ur. 6 sierpnia 1974). W 1990 roku poślubił Edie Mani, z którą ma córkę Maricę Reed i syna Iana Alexandra.

## Filmografia

### Filmy fabularne
- 1972: Kowboje (The Cowboys) jako kowboj Slim Honeycutt
- 1973: Ulice nędzy (Mean Streets) jako John „Johnny Boy” Civello
- 1973: Idź, zapytaj Alice (Go Ask Alice) jako Bill
- 1975: Aloha, Bobby and Rose jako Moxey
- 1976: Cannonball (Wyścig gumowej kuli) jako Cannonball Buckman
- 1976: Masakra w ogólniaku (Massacre at Central High) jako Spoony
- 1977: Orka – wieloryb zabójca (Orca) jako Ken
- 1978: Powrót do domu (Coming Home) jako Bill Munson
- 1981: Niepokój serca (Heartaches) jako Stanley Howard
- 1984: Zemsta frajerów (Revenge of the Nerds) jako Lewis Skolnick
- 1986: Jak to (As Is, TV) jako Rich
- 1987: Zemsta frajerów w raju (Revenge of the Nerds II: Nerds in Paradise) jako Lewis Skolnick
- 1989: Gorzkie rozczarowanie (Rude Awakening) jako Sammy Margolin
- 1990: Clarence jako Clarence Odbody
- 1990: Ktoś musi zrobić to zdjęcie (Somebody Has to Shoot the Picture, TV) jako policjant sierżant Jerry Brown
- 1991: K-9 jako Jack Bergin
- 1992: Zemsta frajerów – następne pokolenie (Revenge of the Nerds III: The Next Generation, TV) jako Lewis ‘Lew’ Skolnick
- 1993: Stukostrachy (The Tommyknockers, TV) jako Bryant Brown
- 1994: Zemsta frajerów IV – zakochane świry (Revenge of the Nerds IV: Nerds in Love, TV) jako Lewis Skolnick
- 1996: Ucieczka z Los Angeles (Escape from Los Angeles) jako Skinhead
- 2001: Wielka misja Maxa Keeble’a (Max Keeble’s Big Move) jako Don Keeble
- 2001: Duchy Marsa (Ghosts of Mars) jako Rodal
- 2003: Samotny kowboj (Monte Walsh, TV) jako Sunfish Perkins
- 2003: Lizzie McGuire jako Sam McGuire
- 2012: Jesse Stone: Siła wątpliwości (Jesse Stone: Benefit of the Doubt, TV) jako Arthur „Art” Gallery (zabójca)
- 2012: Django (Django Unchained) jako Tracker

### Seriale TV
- 1971: Bonanza jako Phinney McLean
- 1972: Kung Fu jako Sonny Jim
- 1986: Monte Carlo jako Bobby Morgan
- 1995: Legendy Kung Fu (Kung Fu: The Legend Continues) jako Paulson
- 1995: Nowe przygody Supermana (Lois & Clark: New Adventures of Superman) jako Joey Bermuda / The Handyman
- 1995: Ostry dyżur (serial telewizyjny) (ER) jako John Koch
- 1996: Mroczne niebo (Dark Skies) jako Lonnie Zamora
- 1996: Legendy Kung Fu (Kung Fu: The Legend Continues) jako Taige
- 1997: Nash Bridges jako dr Hartman D.D.S.
- 1997: Kameleon (The Pretender) jako szeryf Dwight Kunkle
- 1997: Nowojorscy gliniarze jako Gerard Salter
- 1997: Kancelaria adwokacka (The Practice) jako dr Manheim
- 2000: Nash Bridges jako dr Bruce Hartman
- 2001–2004: Lizzie McGuire jako Sam McGuire
- 2005: Prawo i porządek: Zbrodniczy zamiar (Law & Order: Criminal Intent) jako David Blake / Roger Withers